# شجرة الشاي الوردي
شجرة الشاي الوردي (الاسم العلمي: Leptospermum squarrosum) هي شُجيرةٌ عامودية (قائمةٌ) ضمن عائلة الآسية، وموطنها الأصلي في شرق نيوساوث ويلز. تتحملُ الظروف الرطبة جيدة التصريف، مع مقاومةٍ للملح والظروف الصعبة جدًا.

## الوصف
تكون هذه الشُجيرة كثيفةً ومنتصبةً عاموديًا، حيثُ تنمو من 2.5 إلى 3 متر (8.2 إلى 9.8 قدم). أوراقها صلبةٌ مثلثة مُدببة، ويبلغ قطر الأزهار حوالي 16 ملم (0.63 بوصة) ولها خمسُ بتلاتٍ وردية اللون. يحدثُ الإزهار من الخريف حتى أواخر الشتاء.